# 曼荼羅寺 (善通寺市)
曼荼羅寺（まんだらじ）は、香川県善通寺市吉原町曼荼羅寺にある真言宗善通寺派の寺院。我拜師山（がはいしざん）、延命院（えんめいいん）と号す。本尊は大日如来。四国八十八箇所第七十二番札所。
- 本尊真言：おん あびらうんけん ばさらだどばん
- ご詠歌：わずかにも曼荼羅おがむ人はただ　ふたたびみたびかえらざらまし
- 納経印：当寺本尊、七佛寺薬師如来、七ヶ所参り福禄寿

## 歴史
寺伝によれば、空海（弘法大師）の出身氏族である佐伯氏の氏寺として推古天皇4年（596年）に創建され、当初は世坂寺（よさかじ）と称したという。
空海が唐より帰国後、請来した両界曼荼羅を奉納し、大日如来を本尊として安置し再興、母（伝承では玉依御前）の菩提寺とし、曼荼羅寺と改称したと伝える。鎌倉時代には、後堀河天皇から寺領を給わるほど栄えた。
しかし、永禄3年（1560年）阿波の三好実休によるの兵火で焼亡、さらに慶長年間（1596年 – 1615年）に戦火を受けたが復興している。
空海の手植えとされた「笠松（不老松）」は、平成14年（2002年）に松くい虫による被害で伐採された。

## 伽藍

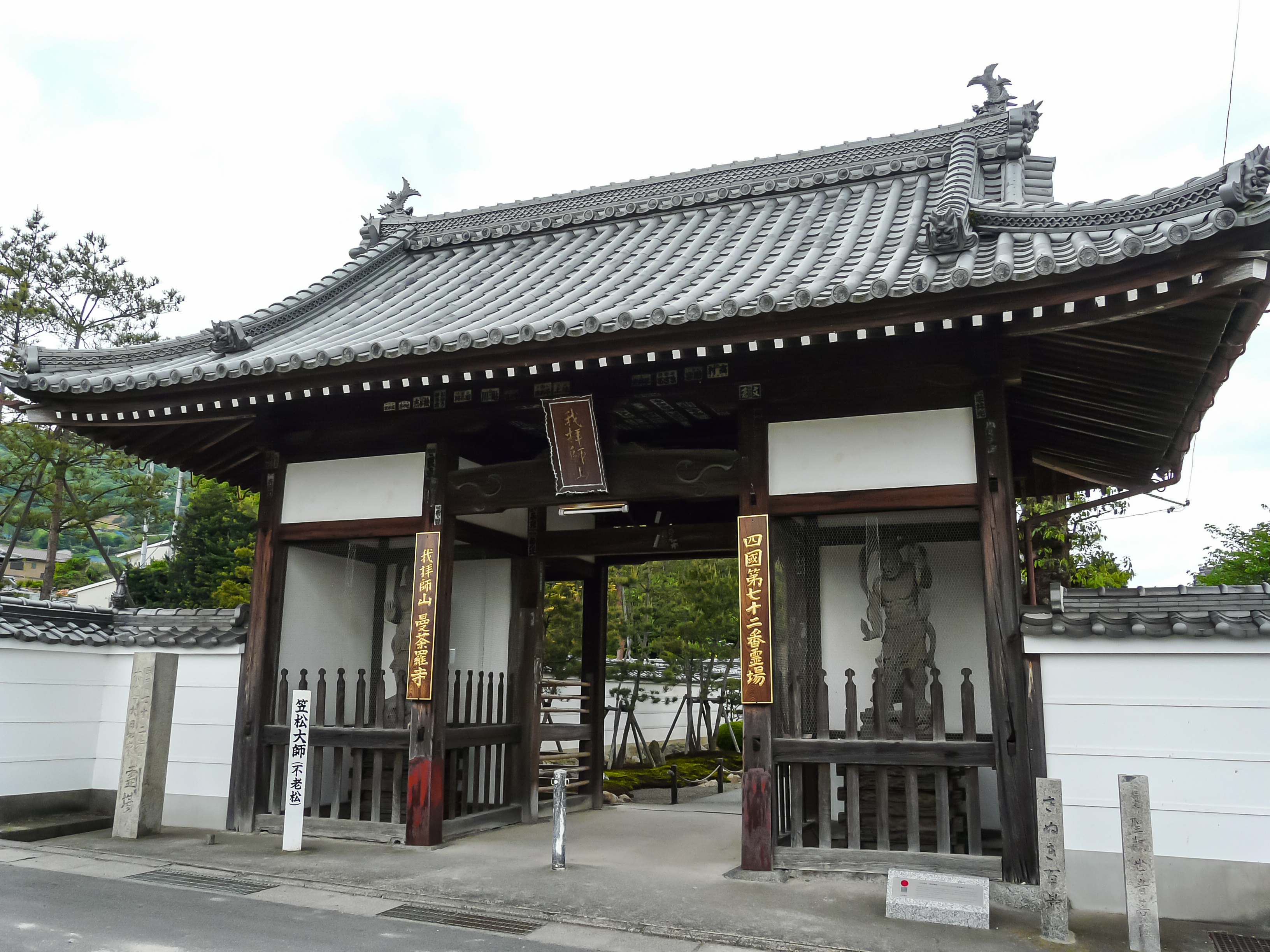
山門（仁王門）

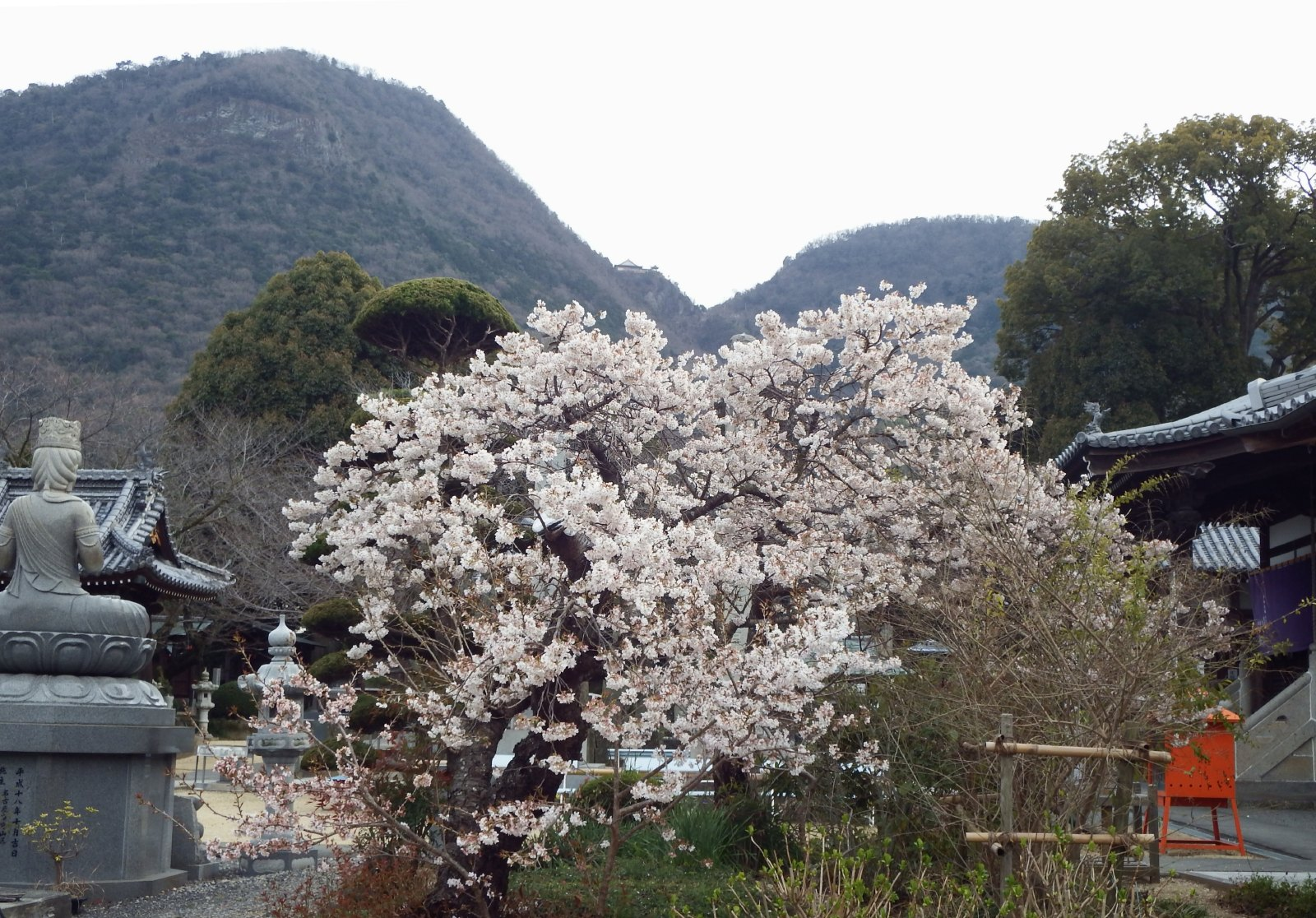
境内から、かつて当寺の奥之院であった「出釈迦寺奥之院」が臨める。

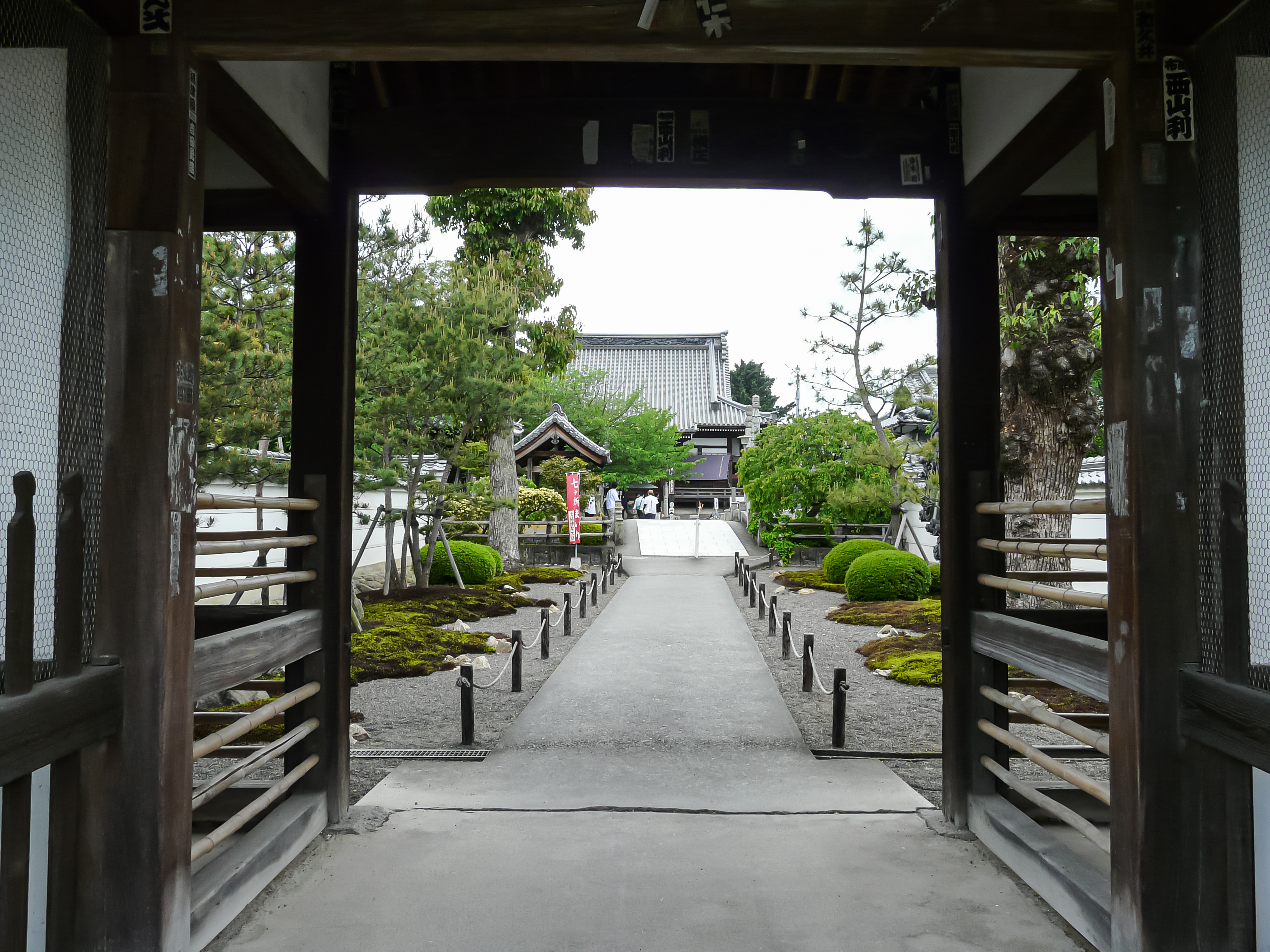
本堂：毎年、彼岸の入りの日に、本尊金剛界大日如来が開帳される。
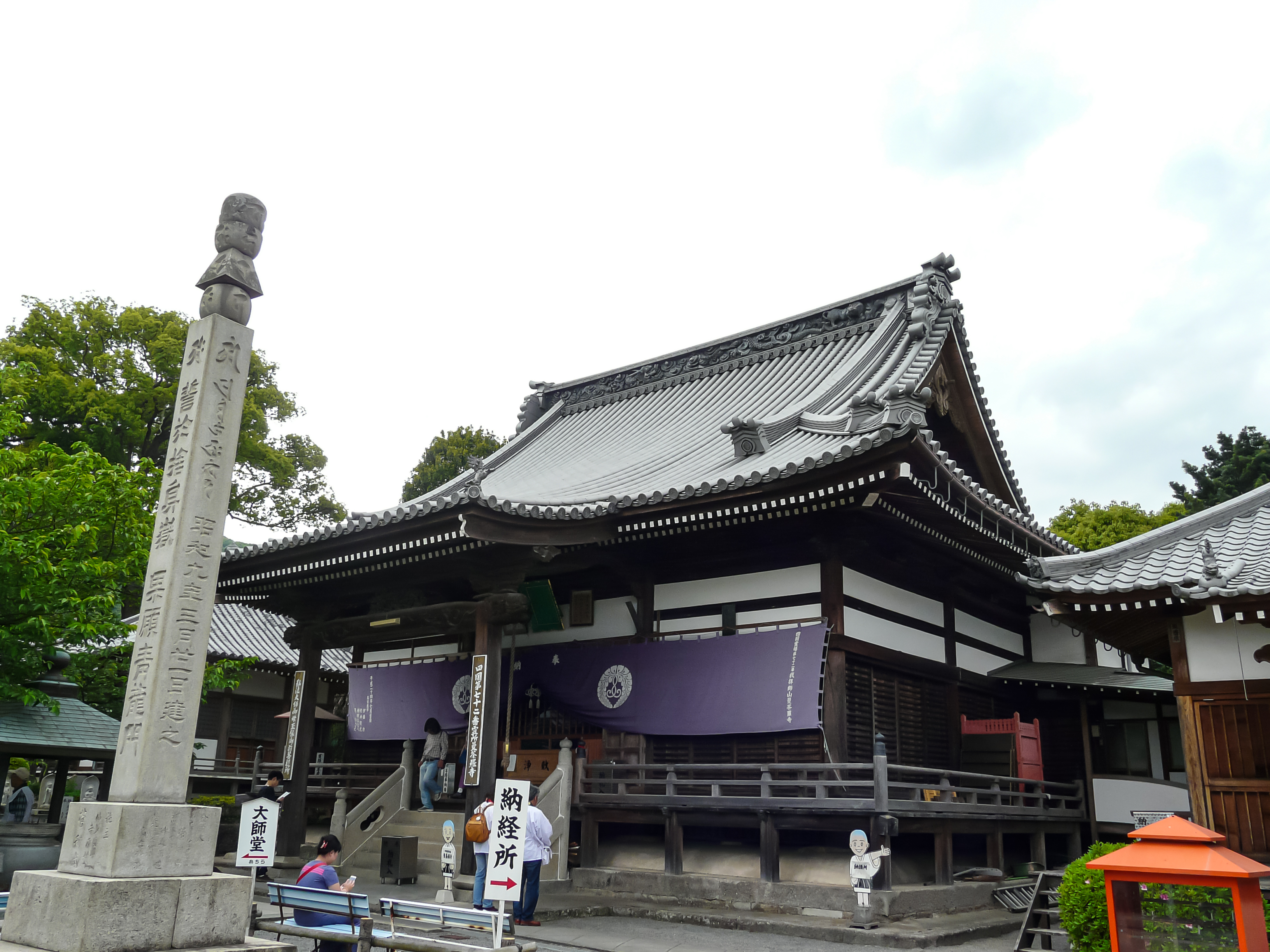
大師堂：大師像を拝顔できる。
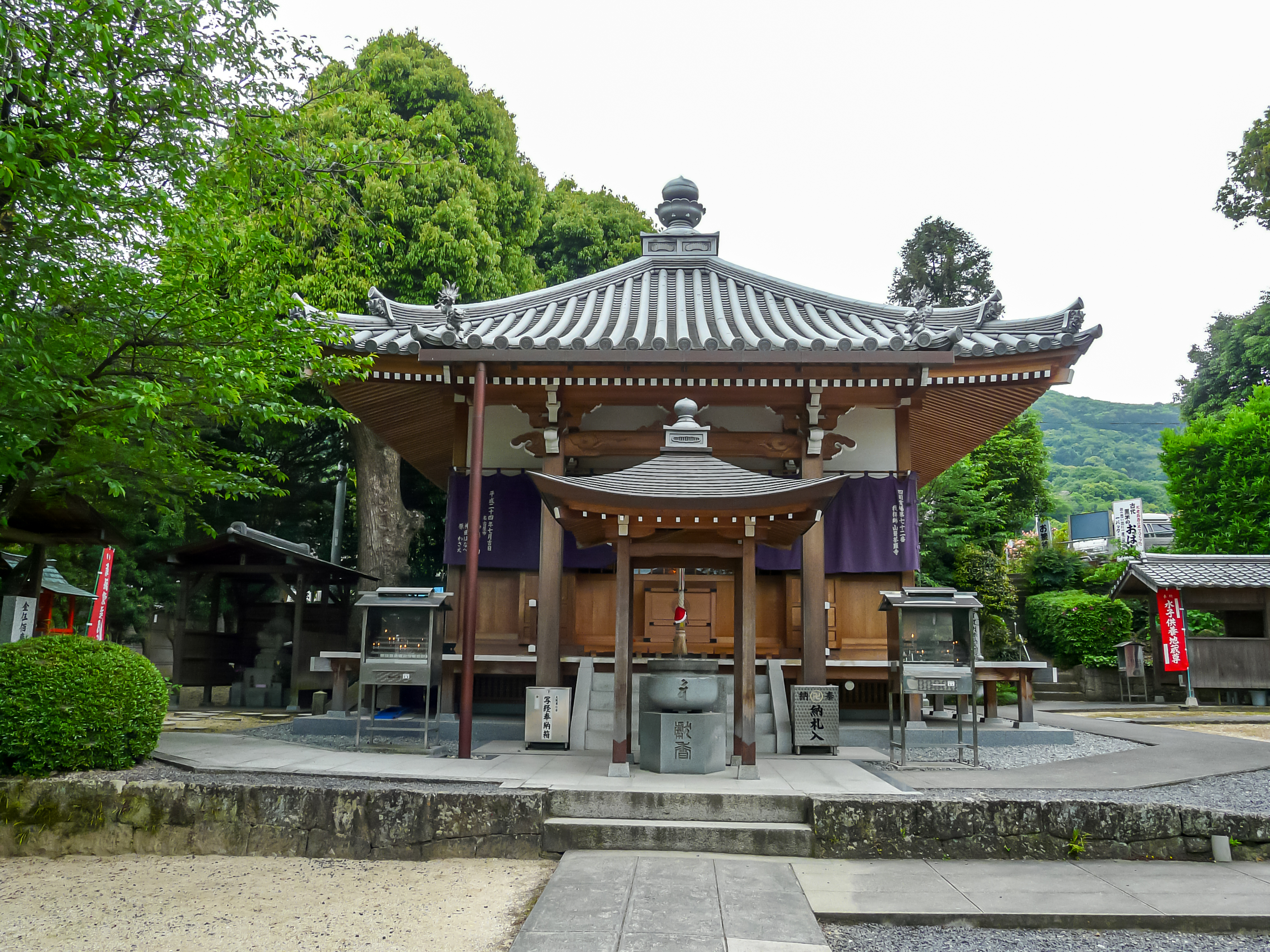
観音堂：聖観音立像（県文化財）と金色の胎藏大日如来像を拝顔できる。
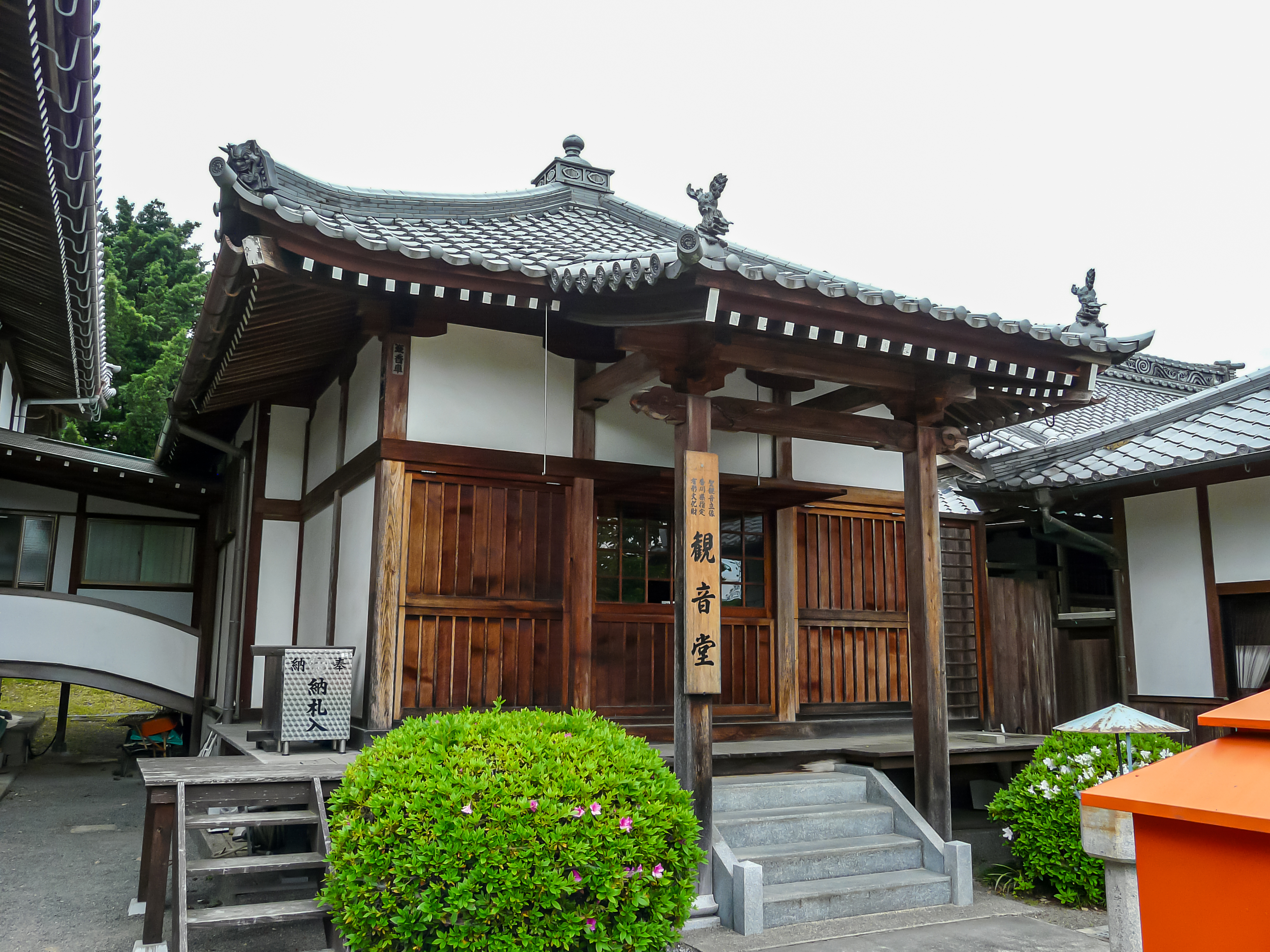
護摩堂：中央に不動明王坐像・両脇に五大明王像（木肌）の小ぶりな二体ずつを配す。
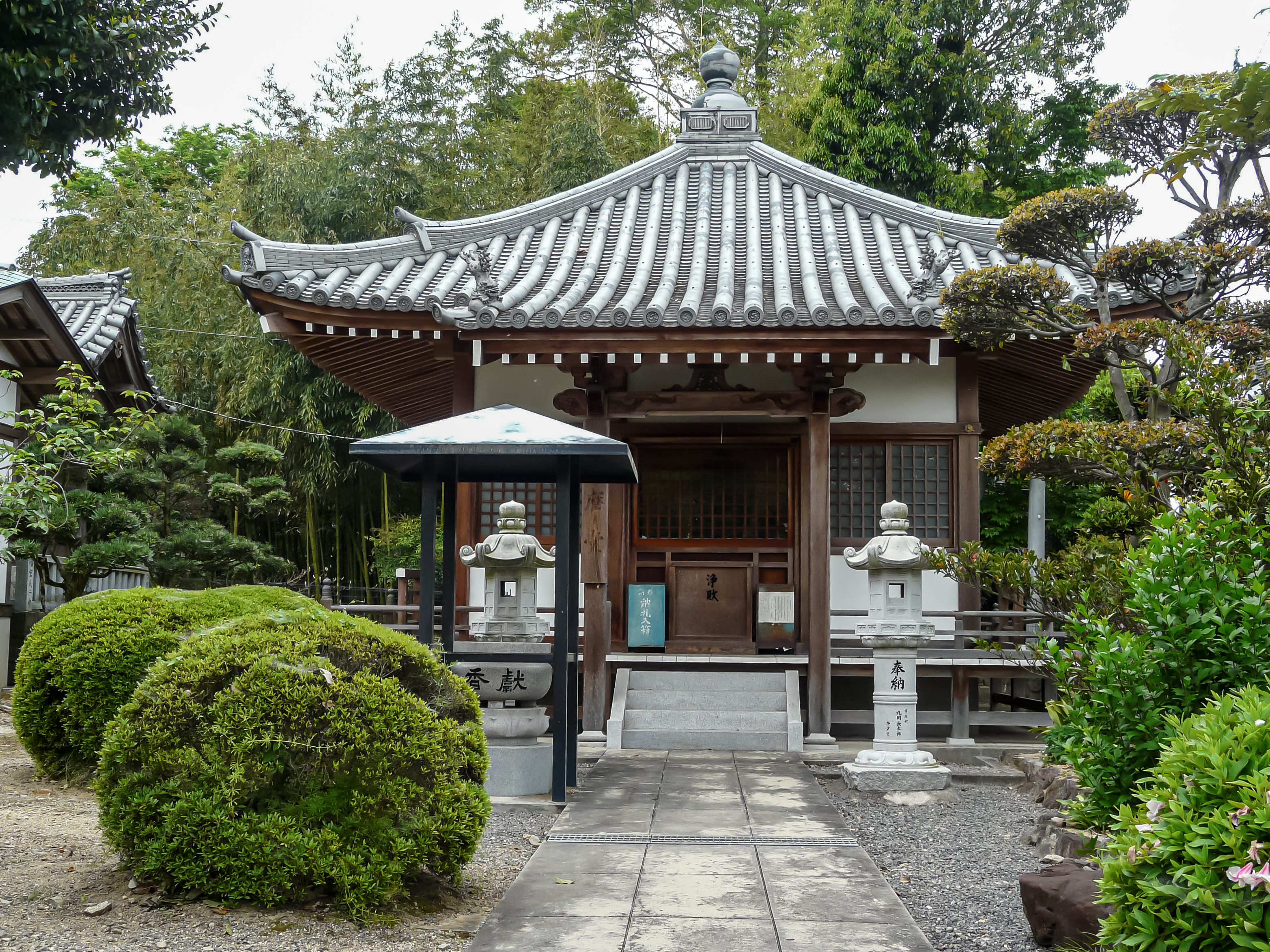
八幡宮：平成2年5月移転改築、拝殿と奥殿、鎮守。
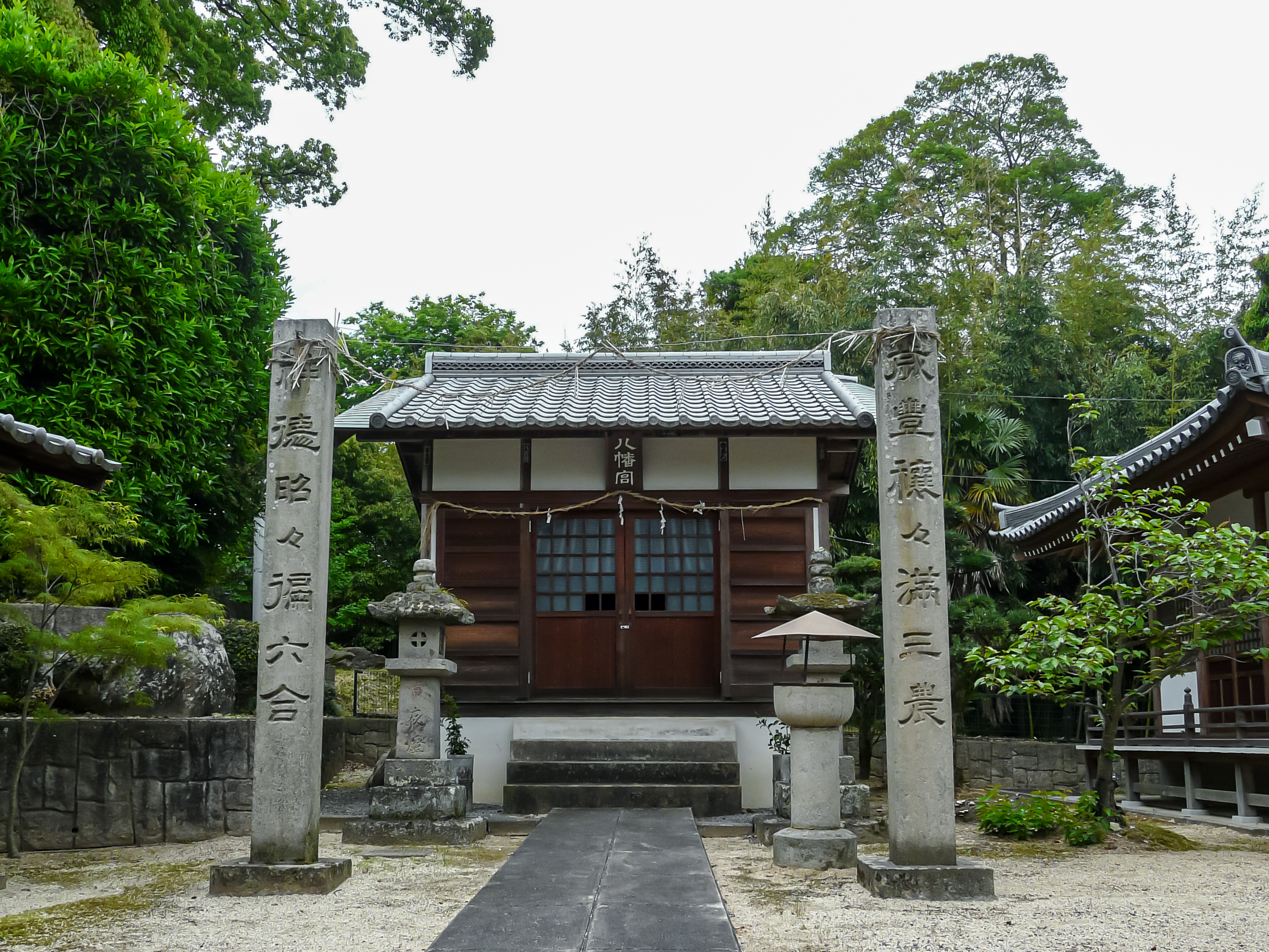
地蔵堂（小堂）：延命地蔵立像（彩色小像）
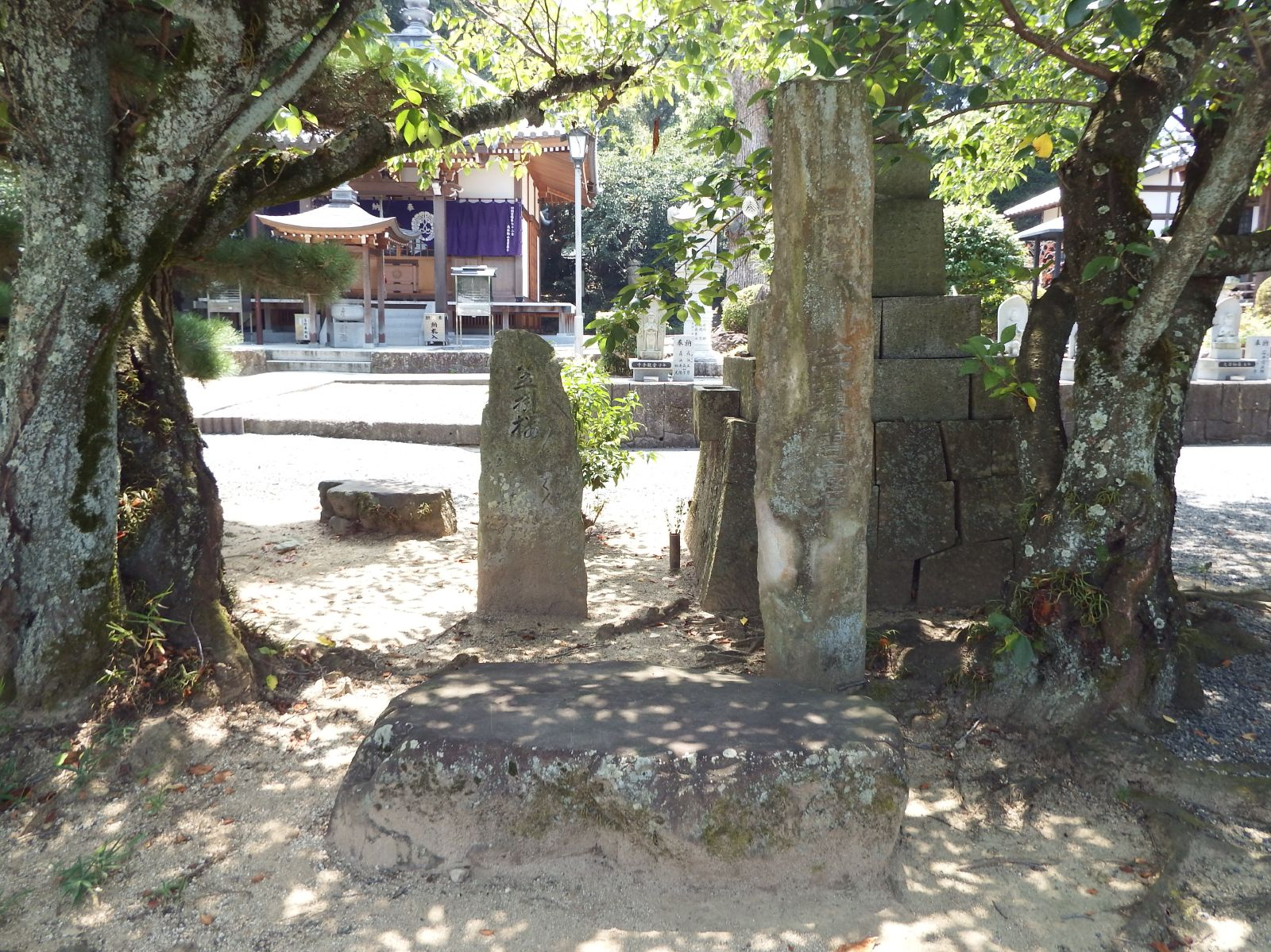
愛染堂（朱色の祠）
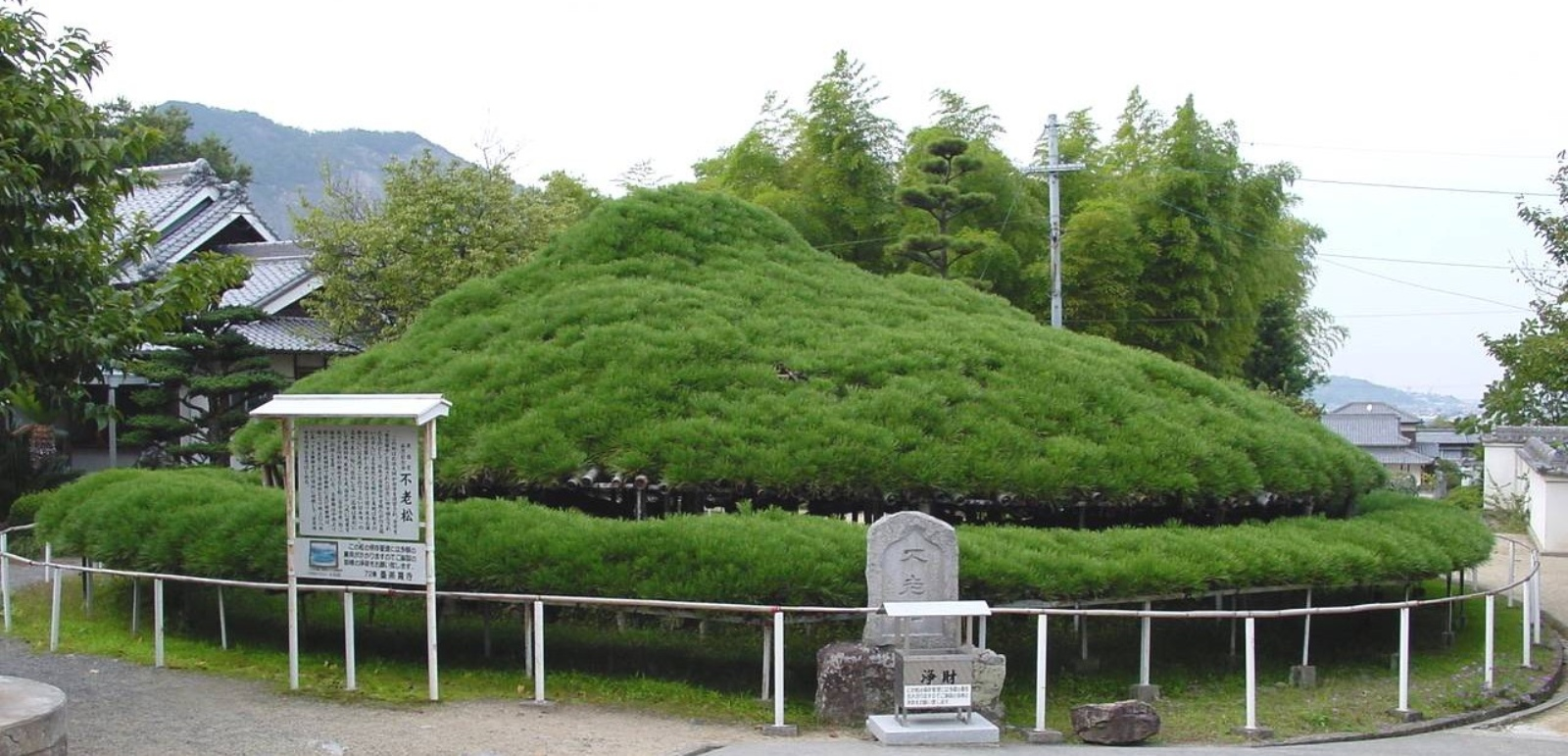
水子地蔵石像（屋根付）、石像地蔵半跏趺坐石像（屋根付）、ブロンズ地蔵菩薩、金剛界大日如来石像、七ヶ所参り福禄寿石像
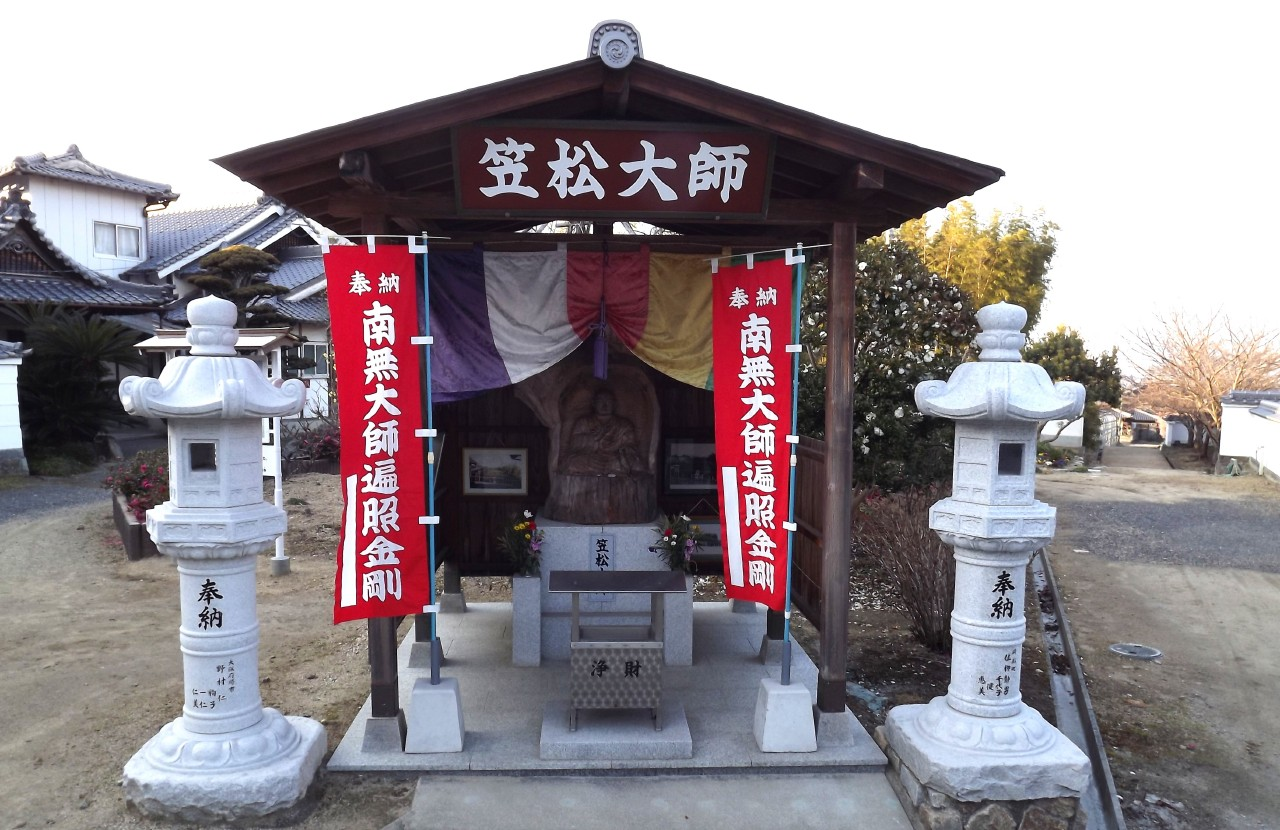
西行の昼寝石とその背後にある石碑：「笠掛桜　笠はありその身はいかになりぬらんあはれはかなきあめが下かな」

山門をくぐり進むと本堂、その手前を左に行くと大師堂、右に進むと納経所がある。
- 宿坊：なし
- 駐車場：山門横に有料であり、普通車で200円。
以前は寺の上に無料であったが、廃業した旅館跡を駐車場にしたため有料になった。

- 山門（仁王門）
- 山門からの参道
- 本堂
- 大師堂
- 観音堂
- 護摩堂
- 八幡宮
- 西行の昼寝石
- 枯れた笠松
- 笠松が枯れた跡に

## 文化財
国の史跡
- 讃岐遍路道 曼荼羅寺境内 - 1558年（永禄元年）に焼失し、1681年（延宝9年）勧進が行われ、その後再興が続けられ、19世紀前半までに境内整備は概ね完了した。令和7年6月20日答申[1]。

県指定有形文化財
- 木造聖観音立像 - 1955年（昭和30年）4月2日指定[2]。平安時代後期。

## 交通アクセス
鉄道
- 四国旅客鉄道（JR四国） 土讃線 – 善通寺駅 (4.5 km)

道路
- 一般道：香川県道48号善通寺詫間線 吉原 (0.5 km)
- 自動車道：高松自動車道 善通寺IC (6.2 km)

## 周辺の番外霊場
七仏寺
空海が七体の薬師如来の石仏を刻んで祀ったと云われる七仏薬師堂がある。納経は曼荼羅寺で受け付けている。
- 住所: 香川県善通寺市吉原町字三井之江 （七仏寺）

## 五岳山の石仏

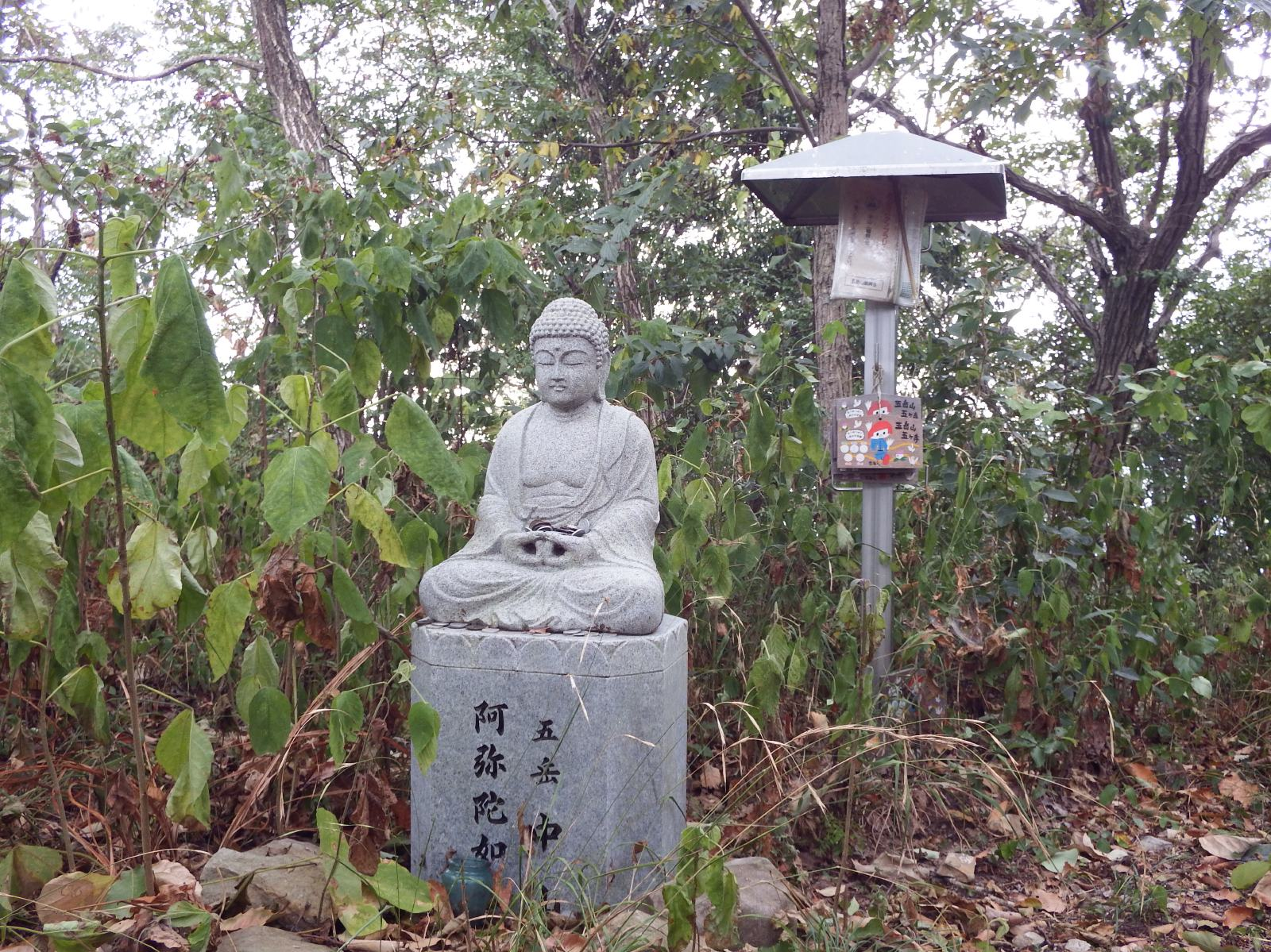
善通寺五岳石仏　中山

平成29年（2017年）3月12日に善通寺の五岳の山頂に市内5か寺が5つの仏を設置し開眼法要をした。
- 火上山（ひあげやま）　不空成就如来（金倉寺）
- 中山（なかやま）　阿弥陀如来（曼荼羅寺）
- 我拝師山（がはいしざん）　大日如来（出釈迦寺）
- 筆ノ山（ふでのやま）　宝生如来（甲山寺）
- 香色山（こうしきざん）　阿閦如来（善通寺）

## 前後の札所
四国八十八箇所
71 弥谷寺 -- (3.5 km)--  72 曼荼羅寺 -- (0.5 km)-- 73 出釈迦寺

## 周辺
- 西行庵[4]
- 信香院
- 水分神社
- 吉原大師堂
- 鷺井神社
- 大池
- 牛額寺